# Salomon Mayer von Rothschild
Salomon Mayer von Rothschild (Francoforte sul Meno, 9 settembre 1774 – Parigi, 28 luglio 1855) fu un banchiere di nascita tedesca nell'Impero austriaco ed il fondatore del ramo viennese della eminente famiglia Rothschild.

## Biografia
Era il terzogenito e secondo figlio maschio di Mayer Amschel Rothschild, e di sua moglie, Gutlé Schnapper (1753–1849). Suo padre aveva creato un'attività bancaria estremamente prospera in Germania. Volendo espandere l'azienda di famiglia in tutta Europa, il figlio maggiore dei Rothschild rimase a Francoforte, mentre ciascuno degli altri quattro figli fu inviato in diverse città europee per aprire una filiale bancaria. Salomon divenne azionista della banca de Rothschild Frères quando fu aperta a Parigi nel 1817 dal fratello James Mayer de Rothschild.
L'endogamia era una parte essenziale della strategia della famiglia Rothschild per il successo al fine di garantire che il controllo delle loro attività rimanesse nelle mani della famiglia.

## Carriera
Formatosi in finanza e con anni di esperienza, nel 1820 Salomon Rothschild fu mandato in Austria per formalizzare i coinvolgimenti vigenti della famiglia per finanziare i progetti del governo austriaco.
A Vienna, Salomon von Rothschild fondò la S.M. von Rothschild. L'attività finanziò la rete di trasporto ferroviario Nordbahn, la prima ferrovia a vapore austriaca, oltre al finanziamento di vari imprese statali in cui grandi quantità di capitali dovevano essere sollevati. Fece connessioni tra l'aristocrazia del paese e la sua élite politica attraverso il Principe Klemens von Metternich e Friedrich von Gentz. Sotto la direzione di Salomon von Rothschild, la banca viennese fu un grande successo, giocando un ruolo fondamentale nello sviluppo dell'economia austriaca. In riconoscimento dei suoi servizi, nel 1822 entrò a far parte della nobiltà austriaca quando l'Imperatore Francesco I gli conferì il titolo ereditario di "Freiherr" (Barone). Nel 1843, diventò il primo ebreo ad aver ottenuto la cittadinanza onoraria austriaca.

## Matrimonio
Nel 1800, sposò Caroline Stern (1782–1854), figlia del commerciante di vini Samuel Hayum Stern (1760-1819) e sorella di Jacob Samuel Heyum Stern (1780-1833), che in seguito fondò la Jacob S.H. Stern a Francoforte sul Meno. Ebbero due figli:
- Anselm Salomon von Rothschild (1803–1874), sposò sua cugina Charlotte Nathan Rothschild, ebbero otto figli;
- Betty Salomon von Rothschild (1805–1886), sposò suo zio James Mayer de Rothschild, ebbero cinque figli.

Il patrimonio personale di Salomon von Rothschild, era enorme e egli acquistò vaste proprietà e realizzò investimenti nell'arte e antichità. Nonostante il fatto che egli apportato contributi sostanziali alla causa filantropica, la concentrazione della grande ricchezza da parte dei pochi membri dell'élite austriaca portò ad una crescente inquietudine civile del paese. Dal tempo delle rivoluzioni del 1848 nelle aree degli Asburgo, i sentimenti anti-Rothschild erano frequentemente manifestati e scritto in manifesti come Ein offener Brief an Rothschild. Con la cadita di Metternich, Salomon von Rothschild perso parte del suo peso politico e la sua banca una notevole quantità di denaro. Sotto pressione, consegnò le redini della banca a suo figlio Anselm, ma non fu senza rancore. Lasciò Vienna e si ritirò a Parigi dove morì nel 1855. Dalla sua collezione alcuni Objets d'Art del rinascimento francese e italiano insieme ad opere del XVIII secolo furono donate al Louvre incluso due dipinti di Carlo Dolci.
Nel 1826 acquistò un castello a ovest di Parigi, a Suresnes, in una tenuta lungo le rive della Senna. Venduto durante la Rivoluzione, il terreno era stato acquistato dal conte de Lagarde, che vi fece costruire un castello. Salomon de Rothschild aggiunse una fattoria modello, una serra esotica e animali rari, grazie alle disposizioni dell'architetto Joseph-Antoine Froelicher (1832-1841). Ma il castello fu bruciato durante la rivoluzione del 1848 da rivoltosi ubriachi che avevano appena rubato armi dalla fortezza di Mont-Valérien. Animali uccisi, serre devastate, mobili e dipinti distrutti. Hanno quindi dato fuoco al castello. La Guardia Nazionale non interviene fino al giorno successivo, prevenendo ulteriori danni. I saccheggiatori vennero arrestati e condannati. Rothschild portò la città in tribunale, ritenendola responsabile, ma perse la causa. Fino alla fine del XIX secolo, il parco abbandonato divenne un terreno libero, dove i bambini del quartiere si avventuravano a giocare. Con la rivoluzione industriale, il terreno viene suddiviso e sostituito da fabbriche. Il comune di Suresnes ha però reso omaggio a Salomon de Rothschild dando il suo nome a una strada situata al livello della sua ex proprietà.